# Nic Jones
Nicholas Jones (Detroit, Míchigan, 15 de octubre de 2001) más conocido como Nic Jones, es un jugador profesional estadounidense de fútbol americano, se desempeña en la posición de cornerback en Kansas City Chiefs, en la National Football League (NFL).

## Carrera
Fue seleccionado en la Reunión Anual de Selección de Jugadores de la NFL de 2023. Hizo su debut profesional con el equipo Kansas City Chiefs, lleva jugando una temporada.